# (1810) Epimetheus
(1810) Epimetheus es un asteroide que forma parte del cinturón de asteroides y fue descubierto por Ingrid van Houten-Groeneveld, Cornelis Johannes van Houten y Tom Gehrels desde el observatorio del Monte Palomar, Estados Unidos, el 24 de septiembre de 1960.

## Designación y nombre
Epimetheus recibió al principio la designación de 4196 P-L.
Más tarde se nombró por Epimeteo, un personaje de la mitología griega.

## Características orbitales
Epimetheus está situado a una distancia media de 2,224 ua del Sol, pudiendo alejarse hasta 2,43 ua y acercarse hasta 2,019 ua. Tiene una inclinación orbital de 4,031° y una excentricidad de 0,09225. Emplea 1212 días en completar una órbita alrededor del Sol.